# Wingrave (film)
Pour les articles homonymes, voir Wingrave.
Pour plus de détails, voir Fiche technique et Distribution.
Wingrave est un film égyptien réalisé par Ahmed Khalifa, sorti en 2007. C'est le premier long métrage indépendant à être tourné en Égypte en anglais.

## Fiche technique
- Titre : Wingrave
- Réalisation : Ahmed Khalifa
- Scénario : Ahmed Khalifa
- Musique : Ahmed Khalifa
- Décors : Jacob Ferdinand
- Costume : Martin Owly
- Production : Ahmed Khalifa, Abdel Rahman Reda
- Sociétés de distribution : Tempe Video (États-Unis), Alternative Films (Egypte)
- Budget : $7,500 USD
- Format : 35mm – Couleur
- Durée : 91 minutes (1 h 31)
- Langue : anglais

## Distribution
- Ashraf Hamdi : Henry Wingrave
- Diana Brauch : Jane Jackson
- Karim Higazy : Carl Wise